# Dennis Hopson
Dennis Hopson, född 22 april 1965 i Toledo i Ohio, är en amerikansk före detta professionell basketspelare (SF/SG) som tillbringade fem säsonger (1987–1992) i den nordamerikanska basketligan National Basketball Association (NBA), där han spelade för New Jersey Nets, Chicago Bulls och Sacramento Kings. Under sin karriär gjorde han 3 633 poäng (10,9 poäng per match), 539 assists och 939 rebounds, räddningar från att bollen ska hamna i nätkorgen, på 334 grundspelsmatcher. Han ingick det första året i Chicago Bulls dynastilag som dominerade NBA mellan 1990 och 1998, där han var med om att vinna den första av deras sex NBA-mästerskap som de bärgade under den tidsperioden. Han spelade också för Natwest Zaragoza, Cholet Cedex Basket, Le Mans, Purefoods Carne Norte, Galatasaray Odeabank, Hapoel Eilat, Maccabi Rishon Lezion, Maccabi Giv'at Shmuel, Gaiteros del Zulia och Maccabi Kiryat Motzkin.
Hopson draftades i första rundan i 1987 års draft av New Jersey Nets som tredje spelare totalt.